# 339 a.C.
Il 339 a.C. (CCCXXXIX a.C. in numeri romani) è un anno  del IV secolo a.C.

## Eventi
- A Roma, 
  - consolato di Tiberio Emilio Mamercino, e di Quinto Publilio Filone.
  - Dittatore Quinto Publilio Filone.
- Cartagine ritira il suo sostegno ai tiranni di Siracusa.
  - Timoleonte impone la pace ai Cartaginesi dopo la battaglia del Crimiso.
- Filippo II di Macedonia sottomette i Triballi, popolazione stabilita tra l'Emo (Hemus) ed il Danubio nella Tracia settentrionale.

## Nati
- Menedemo di Eretria, filosofo greco antico († 265 a.C.)

## Morti
- Speusippo, filosofo greco antico